# Die Verleumdung (Tschechow)

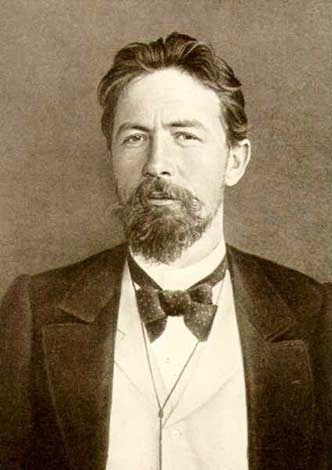
Anton Tschechow

Die Verleumdung (russisch Клевета, Kleweta) ist eine Kurzgeschichte des russischen Schriftstellers Anton Tschechow, die am 12. November 1883 in der Zeitschrift Oskolki erschien. Ein Rezensent des Odessaer Blattes besprach am 4. Oktober 1900 den Text zusammen mit dem Tod des Beamten und bemerkte, der Autor trage Alltägliches auf eine Art vor, bei der dem Leser das Wegschauen schwerfalle. Die kleine Geschichte wurde zu Lebzeiten Tschechows ins Bulgarische, Deutsche, Serbokroatische, Slowakische, Tschechische und Ungarische übersetzt.

## Inhalt
Der Kalligraphielehrer Sergej Kapitonytsch Achinejew verheiratet seine Tochter Natalja mit dem Geschichts- und Geographielehrer Loschadinych. Die Feier ist in vollem Gange. Nachbarn, die gesellschaftlich deutlich unter dem fast vollständig geladenem Lehrerkollegium stehen, schauen von außen durch die Fenster des Festsaales zu. Achinejew genießt das Ereignis; sieht in der Küche nach dem Rechten. Wie der Stör unter dem Ölpapier duftet! Im Vorgeschmack auf die erlesene Fischspeise schmatzt Lehrer Achinejew wonnevoll. Klassenleitergehilfe Wankin, der neugierig vorbeischleicht, wirft beschwipsten Tones ein, der verheiratete Herr Kalligraphielehrer küsse die Köchin Marfa. Achinejew versteht solchen Spaß nicht und bestreitet die Unterstellung energisch.
Der Kalligraph, wieder im Saal als umsichtiger Gastgeber präsent, beobachtet zu seinem gelinden Schrecken, wie Gehilfe Wankin mit der Schwägerin des Inspektors am Klavier tuschelt. Als die Frau auflacht, muss Achinejew etwas gegen das Gerücht unternehmen. Innerhalb der nächsten Stunde wissen es alle Gäste aus seinem Munde. Er habe die Köchin gar nicht geküsst.
Eine Woche nach der Hochzeitsfeier wird der Kalligraph im Dienst von seinem Schuldirektor beseitegenommen und gebeten, sein Verhältnis mit dieser Köchin nicht weiter öffentlich zu machen. Denn der Pädagoge, selbst ein Schönschreiblehrer, müsse zu jeder Zeit moralisches Vorbild bleiben. 
Das Gerücht ist längst bis zu Achinejews Frau vorgedrungen. Daheim erhält der „Liebhaber“ während des Mittagessens von dem Ehegespons eine schallende Ohrfeige.
Bei nächster Gelegenheit stellt der „Verleumdete“ den „Verleumder“ Wankin zur Rede. Anton Tschechow lässt Wankin beteuern, er habe zu der Sache geschwiegen wie das Grab.
Wer hat nun geklatscht? Es bleibt nur einer übrig.

## Verwendete Ausgabe
- Gerhard Dick (Hrsg.), Wolf Düwel (Hrsg.): Anton Tschechow: Gesammelte Werke in Einzelbänden: Die Verleumdung. S. 155–159 in: Gerhard Dick (Hrsg.): Anton Tschechow: Vom Regen in die Traufe. Kurzgeschichten. Aus dem Russischen übersetzt von Ada Knipper und Gerhard Dick. Mit einem Vorwort von Wolf Düwel. 630 Seiten. Rütten & Loening, Berlin 1964 (1. Aufl.)[3]